# Извън контрол
„Извън контрол“ (на английски: Out of Sight) е американски филм заснет през 1998 година. Режисьор на филма е Стивън Содърбърг. Главните роли се изпълняват от: Джордж Клуни, Дженифър Лопес, Дон Чийдъл, Денис Фарина, Винг Реймс, Катрин Кийнър и Стийв Зан. Сниман е и в България. Един от актьорите участващи във филма е Васил Банов.

## Премиера
Премиерата на филма се осъществи на 26 юни, 1998 г.

## Бюджет
Бюджетът на филма е $ 48 000 000 (изчислени), а приходите $ 77 745 568 (по света)

## Резюме
„Извън контрол“ на Стивън Содърбърг (автор на „Секс, лъжи и видео“) решава дилемата къде да се вкара престъпникът – в леглото или в кревата. Въпросът става особено важен, когато в ролята на престъпника е Джордж Клуни, а дамата със звание е прелъстителката от „Опасен завой“ Дженифър Лопес.
Пазителката на закона Карен Сиско (Лопес) е взета за заложничка по време на бягството на Джак Фоли (Клуни) от затвора. Джак е обрал безброй банки, без нито веднъж да е използвал оръжие и това, разбира се, го прави особено ценен в очите на нежния пол. Така той може да мине и за добър човек.
Карен и Джак се опознават – тя открива, че банковият обирджия е не само галантен джентълмен, но и също като нея обича киното; той е изненадан колко леко и приятно може да се общува с една полицайка.
Разбира се, освен това ценителят на женската плът и на лесно спечелените пари взима предвид прословутите тт данни на Дженифър Лопес, на която доста хора лесно биха могли да и простят това, че нейната героиня е ченге, и после да я метнат на кревата.